# Paul Costello
Paul Vincent Costello (* 27. Dezember 1894 in Philadelphia, Pennsylvania; † 17. April 1986 ebenda) war ein US-amerikanischer Ruderer. Mit drei Siegen bei Olympischen Spielen gehört er zu den erfolgreichsten Ruderern in der ersten Hälfte des 20. Jahrhunderts.
Costello siegte zwar bei den nationalen Meisterschaften 1919 und 1922 im Einer, doch war er mit dem Doppelzweier weitaus erfolgreicher. Zusammen mit seinem Cousin John B. Kelly, dem Vater von Grace Kelly und John B. Kelly junior, gewann er bei den Olympischen Sommerspielen 1920 die Goldmedaille. Sie wiederholten diesen Erfolg vier Jahre später in Paris.
Nachdem Kelly seine Sportkarriere beendet hatte, wurde Charles McIlvaine Costellos neuer Ruderpartner. Bei den Olympischen Sommerspielen 1928 in Amsterdam gelang es Costello erneut, das Rennen zu gewinnen. Er war somit der erste Ruderer überhaupt, der dreimal in Folge in derselben Disziplin Olympiasieger wurde. Neben ihm gelang dies nur Wjatscheslaw Iwanow und Pertti Karppinen im Einer sowie Steven Redgrave im Zweier ohne Steuermann.